# 伊予灘地震
2014年伊予滩地震是指2014年3月14日发生在日本伊予滩的地震。是次地震震中位于日本大分县国东市北北东15千米（北纬33.684度，东经131.825度），地震规模为MW 6.3级、Mj 6.2级、Ms 6.0，震源深度约79.0千米，最大烈度为5强（日本气象厅震度阶级）或6度（修订麦加利地震烈度）。

## 构造背景
1991年，由三浦等人汇总的安艺滩和伊予滩以及围绕丰后水道的四国地方、中国地方和九州地方的观测点的累积近10年的资料可以看出，丰后水道附近的微震分布有如下三点显著的特征。一、地震呈面状分布；二、可以认为该地震面表示着消减板块的形状。安艺滩至丰后水道正下方的板块截面大致呈圆弧形。三、与安艺滩相比，东侧板块浅部位置附近地震极少。2001年3月24日，本次地震震中附近曾发生过Mj 6.7级、MW 6.8级的地震，即2001年艺予地震。

## 机构反应
在地震发生20秒后，日本气象厅发布了紧急地震速报（警报）。地震发生102秒后，日本气象厅发布了第1报地震情报，初步判定地震规模为6.1级。随后日本气象厅发布修订报，测定本次地震震中位于濑户内海伊予滩，地震规模为Mj 6.2级，震源深度约78.0千米，最大烈度为5强。美国地质勘探局同日测定，地震震中位于日本大分县国东市北北东15千米（北纬33.684度，东经131.825度），地震规模为MW 6.3级，震源深度约79.0千米，最大烈度为6度。使用面波震级度量的中国地震台网测定为Ms 6.0级。
日本气象厅称，本次地震是由俯冲到亚欧板块的菲律宾海板块内部岩板发生断裂造成的，是一次单一地震，与南海大地震没有直接关联。

## 震度
下表列出了震度达到5弱以上的市町村。
| 震度 | 都道府县 | 市区町村                                          |
| ---- | -------- | ------------------------------------------------- |
| 5强  | 愛媛县   | 西予市                                            |
| 5弱  | 愛媛県   | 松山市 久万高原町 宇和島市 八幡濱市 伊方町 愛南町 |
| 5弱  | 廣島县   | 安芸高田市 呉市 大竹市 東廣島市                   |
| 5弱  | 高知县   | 宿毛市                                            |
| 5弱  | 山口县   | 柳井市 平生町 防府市 下松市                       |
| 5弱  | 大分县   | 姫島村 国東市 臼杵市 佐伯市                       |

## 震害影响
受本次地震影响，部分建筑不同程度遭到破坏，大分县计14栋房屋受到损害、广岛县计10栋、山口县和爱媛县各一栋。部分地区出现断水和落石现象。美国地质勘探局根据互联网在线调查页面所收集到的数据，推定本次地震的最大烈度为7度。本次地震共造成2人重伤、19人轻伤，多是由于地震强烈摇晃跌倒受伤。各都道府县受伤人数情况如下表。
| 各都道府县受伤人数 | 各都道府县受伤人数 | 各都道府县受伤人数 |
| 都道府县           | 市区町村           | 人数               |
| ------------------ | ------------------ | ------------------ |
| 冈山县             | 倉敷市             | 重伤1人            |
| 冈山县             | 冈山市             | 轻伤3人            |
| 冈山县             | 玉野市             | 轻伤1人            |
| 广岛县             | 广岛市             | 轻伤5人            |
| 广岛县             | 熊野町             | 轻伤1人            |
| 广岛县             | 吴市               | 轻伤1人            |
| 广岛县             | 安艺高田市         | 轻伤1人            |
| 广岛县             | 大竹市             | 轻伤1人            |
| 山口县             | 防府市             | 重伤1人、轻伤1人   |
| 爱媛县             | 松山市             | 轻伤1人            |
| 高知县             | 高知市             | 轻伤1人            |
| 高知县             | 须崎市             | 轻伤1人            |
| 大分县             | 大分市             | 轻伤1人            |
| 大分县             | 佐伯市             | 轻伤1人            |